# 袁隗
袁 隗（えん かい、？ - 190年）は、中国後漢末期の人物。太傅・都郷侯。字は次陽。豫州汝南郡汝陽県（現在の河南省周口市商水県）の人。父は太尉袁湯。兄は袁平・袁成・袁逢。子は袁満来・袁懿達・袁仁達。甥は袁基・袁紹・袁術・袁胤・袁叔ら。

## 生涯
若い頃から南陽太守などの顕官を歴任した。また汝南袁氏は婚姻外交が有名であり、袁隗の妻馬倫も馬融の娘である。なお馬倫は才気があって弁が立ち、結婚早々に袁隗をやり込めたことで有名であり、『後漢書』の列女伝に立伝されている。
霊帝の初め頃より九卿に至り、兄の袁逢よりも先に三公となった。司徒に2度就任し、後には上公の太傅となり、都郷侯に封ぜられた。袁隗の三公在職年数は、霊帝時代では張済に次いで長い。袁逢・袁隗は共に袁紹への期待をもっていたため、成人する前の袁紹を郎中に就かせている。これは袁隗らが当時、大臣にあたる九卿の位にあったことによる。『魏志』袁紹伝の注で引用された『英雄記』によれば、若年期の甥の袁紹の振る舞いを見た袁隗が「お前は袁家を滅ぼす気か?」と非難し厳しく指導したため、袁紹は素行を改めたとある。なお、『後漢書』袁紹伝では改めなかったとしている。
司徒在職中から、何進と共に「儒学行義」の者を採り立て、党錮の禁で連座した人々を積極的に中央官界に引き戻した。一時失脚するも、189年の少帝即位と共に後将軍から太傅となった。直後、廃位問題が浮上して董卓と袁紹が対立し、袁紹が出奔したが、袁隗は都に留まった。翌年、いわゆる反董卓連合軍が結成された時、袁紹が盟主となったことから、董卓によって三族とも殺害された。袁隗には門生・故吏が多く、彼の死後その遺体を董卓から奪い返そうとする者がいたため、董卓は恐れて遺体を蔵に隠した。董卓が誅殺されるや、門生・故吏の手によって遺体は丁重に葬られたという。一方で董卓の遺体は門生・故吏によって辱められた。
彼には三人の子がいたというが、満来は霊帝末に病死している。史料によっては董卓に「三子」が殺害されたとする物もあるが、「三族」の誤りの可能性が高く、他の二子についても、どの段階で死んだか判明していない。